# Kuddbägarlav
Kuddbägarlav (Cladonia strepsilis) är en lavart som först beskrevs av Erik Acharius, och fick sitt nu gällande namn av Grognot. Kuddbägarlav ingår i släktet Cladonia och familjen Cladoniaceae.  Arten är reproducerande i Sverige. Inga underarter finns listade i Catalogue of Life.

## Källor

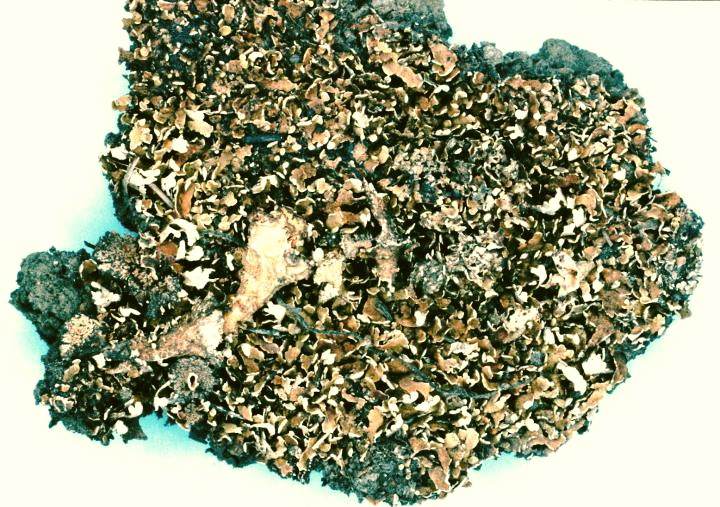
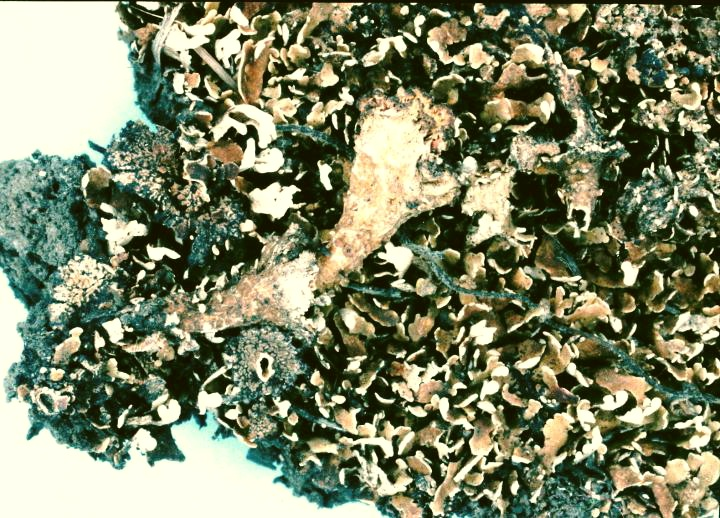
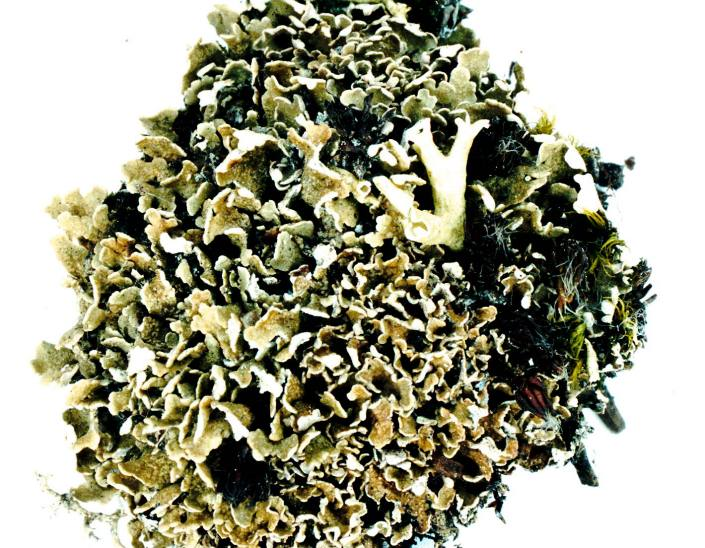
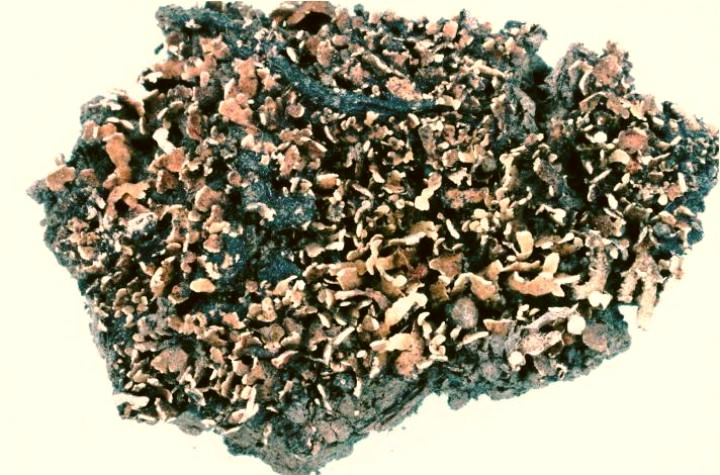